# William Gould
Pour les articles homonymes, voir Gould.
William Gould, né le 16 avril 1913 à Genève et mort le 20 février 1980 à Paris, est un militaire français, Compagnon de la Libération. Légionnaire d'origine suisse, il se rallie à la France libre en 1940 et combat en Afrique, au Proche-Orient, en Italie et en France.

## Biographie

### Jeunesse et engagement
William Gould naît le 16 avril 1913 à Genève en Suisse. En 1937, à l'âge de vingt-quatre ans, il se rend en France et s'engage dans la Légion étrangère.

### Seconde Guerre mondiale
Stationné au Maroc au début de la Seconde Guerre mondiale, il fait partie des personnels de la légion qui forment en mars 1940 la toute nouvelle 13e demi-brigade de légion étrangère (13e DBLE). Avec celle-ci, William Gould est engagé dans la campagne de Norvège et participe à la bataille de Narvik en mai et juin 1940. Il s'y illustre en ramenant dans son camp son chef de section blessé, ce qui lui vaut une citation à l'ordre de l'armée. À l'issue de la campagne scandinave, la 13e DBLE repart pour la France mais, devant l'avancée des troupes allemandes, est contrainte de se replier en Angleterre. Après l'armistice du 22 juin 1940 et l'appel du général de Gaulle, William Gould et un bon nombre de ses officiers et camarades décident de se rallier à la France libre.
Engagé dans les forces françaises libres et toujours affecté à la 13e DBLE, il participe à l'expédition de Dakar en septembre 1940 puis à la campagne du Gabon. Il prend ensuite part à la campagne d'Érythrée au cours de laquelle il est blessé. Promu caporal en avril 1941, il est de la campagne de Syrie puis, après être passé sergent en novembre, il est engagé dans la guerre du désert en Égypte et en Libye. En mai et juin 1942, il participe à la bataille de Bir Hakeim et est blessé une seconde fois en recevant un éclat d'obus dans un poumon puis, quatre mois plus tard, il prend part à la seconde bataille d'El-Alamein. Promu sergent-chef en juin 1943 puis adjudant en novembre suivant, il est admis en école d'aspirant et obtient ce grade en janvier 1944. Toujours avec la 13e DBLE, subordonnée à la 1re division française libre (1re DFL), William Gould commande une section de canons lors de la campagne d'Italie. Il participe ensuite au débarquement de Provence en août 1944 et prend dès lors part à la libération de la France après avoir été promu sous-lieutenant. Remontant la vallée du Rhône, il combat lors de la bataille des Vosges puis dans les Alpes en avril 1945. Posté en Tunisie après la fin des combats, il est naturalisé français en septembre 1945 et démobilisé en décembre suivant.

### Après-Guerre
Retiré à Nice, il devient dessinateur-créateur dans le domaine de la joaillerie. William Gould meurt le 20 février 1980 à Paris, des suites de complications cardio-respiratoire dues à sa blessure de Bir Hakeim. Il est inhumé à Saint-Michel dans l'Hérault.

## Décorations
|  |  |  |
|  |  |  |

| Officier de la Légion d'honneur                                     | Officier de la Légion d'honneur                                     | Officier de la Légion d'honneur                                     | Compagnon de la Libération Par décret du 16 octobre 1945            | Compagnon de la Libération Par décret du 16 octobre 1945            | Compagnon de la Libération Par décret du 16 octobre 1945            | Croix de guerre 1939-1945 Avec deux palmes et trois étoiles de vermeil | Croix de guerre 1939-1945 Avec deux palmes et trois étoiles de vermeil | Croix de guerre 1939-1945 Avec deux palmes et trois étoiles de vermeil |                           |                           |                           |
| Médaille coloniale Avec agrafes "Érythrée", "Libye" et "Bir hakeim" | Médaille coloniale Avec agrafes "Érythrée", "Libye" et "Bir hakeim" | Médaille coloniale Avec agrafes "Érythrée", "Libye" et "Bir hakeim" | Médaille coloniale Avec agrafes "Érythrée", "Libye" et "Bir hakeim" | Médaille coloniale Avec agrafes "Érythrée", "Libye" et "Bir hakeim" | Médaille coloniale Avec agrafes "Érythrée", "Libye" et "Bir hakeim" | Croix de guerre (Norvège)                                              | Croix de guerre (Norvège)                                              | Croix de guerre (Norvège)                                              | Croix de guerre (Norvège) | Croix de guerre (Norvège) | Croix de guerre (Norvège) |